# アレクサンドル・カリフマン
アレクサンドル・ヴァレリエヴィチ・カリフマン（Alexander Valeryevich Khalifman、1966年1月18日-）は、サンクトペテルブルク出身のユダヤ人のソビエト連邦、ロシアのチェスグランドマスターである。前の世界チェス選手権チャンピオンである。
カリフマンは6歳の時に、父からチェスを教えられ、1990年のニューヨーク・オープンで優勝し、グランドマスターとなった。
彼の最も大きな業績は、1999年の世界チェス選手権で優勝し、1年間タイトルを保持したことである。優勝時の彼のイロレーティングは世界44位であり、世界1位だった元世界チャンピオンのガルリ・カスパロフと比較された。カリフマンはトーナメント後に、「レーティングシステムは、総当たりの招待大会でばかり指す選手にはとても都合がよい。私は、彼らの多くは過大に評価されていると思う。このような人は、レーティングが同程度で高く留まるため、大会の運営者は、同じ人ばかりを何度も大会に招待する」と述べている。その発言への返答としてかもしれないが、カリフマンは翌年のリナレスチェストーナメントに招待され、優勝したカスパロフには及ばないものの悪くない成績を残した（4.5/10）
。
彼はまた、1982年のソビエト連邦ユースチェス選手権。、1984年のソビエト連邦チェス選手権、1985年と1987年のモスクワチェス選手権、1990年のフローニンゲン、1993年のテル・アーペル、1994年のオイペンチェスオープン、1995年のサンクトペテルブルクチェスオープン、1996年のロシア選手権、1997年のグランドマスタートーナメント、1997年のオーフス、1997年の世界チーム選手権、1998年のバート・ヴィーゼ、2000年のフーゲビーン、2000年のチェス・オリンピアード等の大会でも優勝した。
彼はトレーナーのGenadi Nesisとともにサンクトペテルブルクで"The Grandmaster Chess School"と呼ばれるチェスの学校を経営している。そこで彼は、"chess = intellect + character"というモットーの下に世界中から集まった選手を指導している。

## 有名な試合
- Bogdan Lalic vs Alexander Khalifman, Anibal Open 1997, Benko Gambit: Accepted, Dlugy Variation (A57), 0-1
- Alexander Khalifman vs Liviu Dieter Nisipeanu, wcc elim 1999, Catalan Opening: Closed Variation (E01), 1-0
- Alexander Khalifman vs Evgeny Bareev, Corus 2002, French Defense: Rubinstein Variation, Blackburne Defense (C10), 1-0